# Recitativ
Recitativul este un gen de muzică vocală (executată de solist), cu sau fără acompaniament instrumental, care, prin intonații și prin ritmica asemănătoare vorbirii, se apropie de declamație și care, în operă, comentează acțiunea și face legătura între arii.
Recitativele, care se aseamănă cu conversația cântată, unde acțiunea de obicei se desfășoară într-un ritm mai alert, sunt introduse înainte ca următoarea bucată să permită o contemplare mai aprofundată asupra lanțului de evenimente.
Ca și în operă, recitativul oratoriului baroc era fie „secco”, solistul declamă pe o melodie extrem de simplă textul literar iar grupul basso continuo sau doar clavecinul marchează momentele de respirație ori încheierile de fraze / versete prin cadențe, fie „accompagnato”, o declamație a solistului însoțită permanent de grupul instrumental.
O formă a serviciului religios, utilizată în cântul liturgic gregorian, bazată pe psalmodierea liniei melodice, în care predomină recitativele și recitările, se numește cantilație. Cantilația reprezintă și o metodă aparte de memorizare și transmitere a Evangheliei.